# Тајгерси Њиређхаза
Тајгерси Њиређхаза су клуб америчког фудбала из Њиређхазе у Мађарске. Основани су 2006. године и своје утакмице играју на стадиону у Њиређхази. Такмиче се тренутно у Првенству Мађарске. Освојили су 2012. године ЦЕИ Интерлигу